# Copa Intercontinental Sub-20 2023
La Copa Intercontinental Sub-20 2023 o Sub-20 Intercontinental 2023 fue la segunda edición del torneo de fútbol juvenil en formato de final única organizado por la CONMEBOL y la UEFA, que enfrenta al campeón de la Copa Libertadores Sub-20 con el campeón Sub-19 de la Liga Juvenil de la UEFA. El partido lo disputaron Boca Juniors como ganador de la Copa Libertadores Sub-20 de 2023 y AZ Alkmaar como ganador de la Liga Juvenil de la UEFA 2022-23 en el estadio Estadio Alberto J. Armando el 9 de septiembre de 2023. Boca Juniors se consagró campeón al vencer 4-1 en la tanda de penales al equipo holandés después de un 1-1 en los noventa minutos.
La segunda edición del torneo se llevó a cabo como parte del acuerdo entre la CONMEBOL y la UEFA. Esta competencia rinde homenaje a la histórica Copa Intercontinental de Clubes, la cual celebró su última edición en 2004.

## Historia
La competencia forma parte del memorando de entendimiento entre la Confederación Sudamericana de Fútbol (Conmebol) y la Unión de Federaciones Europeas de Fútbol (UEFA) para el desarrollo del futbol en ambas confederaciones organizando torneos intercontinentales europeo-sudamericanos en las ramas masculino-femenino, futbol y futsal en un marco de cooperación Inter confederativo hasta 2028.
El 15 de diciembre de 2021, la UEFA y la CONMEBOL anunciaron una apertura de una oficina conjunta en Londres y la posible organización de varios eventos futbolísticos y facilitar la comunicación entre ambas confederaciones.

## Equipos participantes
| Equipo       | Via de clasificación                           | Fecha de clasificación | Participaciones | Última participación | Mejor desempeño |
| ------------ | ---------------------------------------------- | ---------------------- | --------------- | -------------------- | --------------- |
| Boca Juniors | Campeón de la Copa Libertadores Sub-20 de 2023 | 16 de julio de 2023    | 1               | Debutante            | Debutante       |
| Az Alkmaar   | Campeón de la Liga Juvenil de la UEFA 2022-23  | 24 de abril de 2023    | 1               | Debutante            | Debutante       |

## Sede
El estadio Alberto J. Armando más conocido como La Bombonera fue elegido como sede de la competencia. El partido registró una asistencia de 37 386 espectadores.
| Argentina                               |                            |
| Ciudad                                  | Estadio                    |
| Buenos Aires                            | Estadio Alberto J. Armando |
|                                         |                            |
| Capacidad 54 000 espectadores           |                            |
| Final Copa Intercontinental Sub-20 2023 |                            |

## Formato
El torneo se disputó a modalidad de partido único de 90 minutos, en caso de empate se pasaría directo a los tiros penales sin disponibilidad de jugar tiempo extra.
Podrían participar en el partido hasta un máximo de cinco de los 11 suplentes que figuraban en la ficha de cada equipo. Cada equipo debía inscribir al menos dos porteros.
Cada equipo podía utilizar un máximo de tres interrupciones del juego para realizar sus sustituciones. Las sustituciones realizadas durante el descanso no reducirían el número de interrupciones del juego que pudiesen utilizarse.

## Desarrollo
El partido comenzó con una clara dominación de Boca Juniors sobre el AZ Alkmaar, quienes se encargaron de la posesión y los ataques durante la mayoría del primer tiempo. El conjunto holandés venía como dominador absoluto en su competencia continental, donde arrasó con todos sus rivales. Solo en la fase final de su competición, habían convertido 14 goles. A pesar de los reiterados intentos de Boca, no pudieron convertir, lo que terminaron pagando en el minuto 42, cuando Dave Kwakman logra abrir el marcador tras una gran jugada colectiva.
Durante el segundo tiempo, el partido adquirió un ritmo más lento, pero igual en los papeles de ambos equipos. Boca Juniors logró igualar el partido en el minuto 57, cuando en un tiro libre, Enoch Mayele Kiemba Mastoras termina marcando un gol en contra en un intento de defender. El partido no tuvo más cambios y finalizó en tiempo reglamentario con un empate.
Al no haber alargue e ir directamente a los penales, la serie se igualó con los aciertos de Nahuel Génez y Wouter Goes. Lautaro Di Lollo y Natán Acosta por parte de Boca acertaron sus tiros, mientras que el arquero Diaz Robles atajó los disparos de Maxim Dekker y Kees Smit. Fue Valentín Demian Fascendini quien sentenció la tanda y le dio a Boca su primer título intercontinental a nivel Sub-20 y ganando así la segunda edición del certamen.

## Partido
| 9 de septiembre de 2023 | Boca Juniors                           | 1:1 (0:1) (4:1 p.)         | AZ                   | La Bombonera, Buenos Aires                                        |                                                                   |
|                         | Mastoras 58' (a.g.)                    | Reporte                    | Kwakman 42'          | Asistencia: 37 386 espectadores Árbitro(s): Gery Vargas (Bolivia) | Asistencia: 37 386 espectadores Árbitro(s): Gery Vargas (Bolivia) |
|                         |                                        | Tiros desde el punto penal |                      |                                                                   |                                                                   |
|                         | Génez · Di Lollo · Acosta · Fascendini |                            | Goes · Dekker · Smit |                                                                   |                                                                   |

### Ficha
| Guardameta     | 1          | Sebastián Díaz Robles |               |               |
| Defensa        | 4          | Natan Acosta          |               |               |
| Defensa        | 2          | Lautaro Di Lollo      |               |               |
| Defensa        | 6          | Valentín Fascendini   |               |               |
| Defensa        | 3          | Nahuel Génez          |               |               |
| Centrocampista | 5          | Santiago Gauna        |               |               |
| Centrocampista | 8          | Mauricio Benítez      | 68'           |               |
| Centrocampista | 17         | Julián Ceballos       |               |               |
| Delantero      | 20         | Jabes Saralegui       | 73'           |               |
| Delantero      | 19         | Ignacio Rodríguez     | 73'           |               |
| Delantero      | 11         | Simón Rivero          | 80'           |               |
| Entrenador     | Entrenador | Silvio Rudman         | Silvio Rudman | Silvio Rudman |

| Guardameta     | 1          | Rome-Jayden Owusu-Oduro |              |              |
| Defensa        | 3          | Wouter Goes             |              |              |
| Defensa        | 4          | Maxim Dekker            |              |              |
| Defensa        | 8          | Lewis Schouten          |              |              |
| Centrocampista | 6          | Nick Twisk              | 18'          |              |
| Centrocampista | 12         | Enoch Mastoras          | 62'          |              |
| Centrocampista | 14         | Finn Stam               |              |              |
| Centrocampista | 10         | Dave Kwakman            |              |              |
| Delantero      | 7          | Jayden Addai            | 84'          |              |
| Delantero      | 9          | Mexx Meerdink           |              |              |
| Delantero      | 11         | Ernest Poku             |              |              |
| Entrenador     | Entrenador | Jan Sierksma            | Jan Sierksma | Jan Sierksma |

| Guardameta     | 12 | Lucas Torlaschi  |     |  |
| Defensa        | 13 | Thomas Arrieta   |     |  |
| Defensa        | 14 | Mateo Mendía     |     |  |
| Defensa        | 15 | Iván Vaquero     |     |  |
| Centrocampista | 7  | Fabio Sosa       |     |  |
| Centrocampista | 10 | Lucas Vázquez    | 80' |  |
| Centrocampista | 16 | Román Rodríguez  | 73' |  |
| Centrocampista | 18 | Yael Ramallo     | 68' |  |
| Centrocampista | 22 | Tomás Bustos     |     |  |
| Delantero      | 9  | Bruno Cabral     |     |  |
| Delantero      | 21 | Valentino Simoni | 73' |  |

| Guardameta     | 33 | Arouna Kabba      |         |  |
| Guardameta     | 22 | Tristan Kuijsten  |         |  |
| Defensa        | 2  | Jurre van Aken    | 62'     |  |
| Defensa        | 15 | Jeremiah Esajas   |         |  |
| Defensa        | 16 | Loek Postma       | 18' 46' |  |
| Defensa        | 5  | Sem Dekkers       |         |  |
| Centrocampista | 18 | Tom Kerssens      |         |  |
| Centrocampista | 25 | Job Kalisvaart    |         |  |
| Centrocampista | 24 | Kees Smit         | 46'     |  |
| Delantero      | 19 | Nick Koster       | 84'     |  |
| Delantero      | 26 | Damienus Reverson |         |  |

| Anotado | 58' | Enoch Mastoras (a. g.) | 1−1 |

| Anotado | 42' | Dave Kwakman | 0−1 |

| Nahuel Génez        | Acierto de penal | 1:0 |                          |              |
|                     |                  | 1:1 | Acierto de penal         | Wouter Goes  |
| Lautaro Di Lollo    | Acierto de penal | 2:1 |                          |              |
|                     |                  | 2:1 | Fallo de penal (atajado) | Maxim Dekker |
| Natan Acosta        | Acierto de penal | 3:1 |                          |              |
|                     |                  | 3:1 | Fallo de penal (atajado) | Kees Smit    |
| Valentín Fascendini | Acierto de penal | 4:1 |                          |              |

| Amonestado | 76' | Román Rodríguez  |
| Amonestado | 82' | Santiago Gauna   |
| Amonestado | 87' | Lautaro Di Lollo |
| Amonestado | 89' | Natan Acosta     |

| Amonestado | 26'   | Loek Postma |
| Amonestado | 86'   | Finn Stam   |
| Amonestado | 87'   | Wouter Goes |
| Amonestado | 90+1' | Kees Smit   |

| Árbitro             | Gery Vargas       |
| Árbitros asistentes | José Antelo       |
| Árbitros asistentes | Edwar Saavedra    |
| Cuarto árbitro      | Ivo Méndez        |
| VAR                 | Ángelo Hermosilla |
| Adicionales VAR     | Alejandro Molina  |

| Guardameta     | 1          | Sebastián Díaz Robles |               |               |
| Defensa        | 4          | Natan Acosta          |               |               |
| Defensa        | 2          | Lautaro Di Lollo      |               |               |
| Defensa        | 6          | Valentín Fascendini   |               |               |
| Defensa        | 3          | Nahuel Génez          |               |               |
| Centrocampista | 5          | Santiago Gauna        |               |               |
| Centrocampista | 8          | Mauricio Benítez      | 68'           |               |
| Centrocampista | 17         | Julián Ceballos       |               |               |
| Delantero      | 20         | Jabes Saralegui       | 73'           |               |
| Delantero      | 19         | Ignacio Rodríguez     | 73'           |               |
| Delantero      | 11         | Simón Rivero          | 80'           |               |
| Entrenador     | Entrenador | Silvio Rudman         | Silvio Rudman | Silvio Rudman |

| Guardameta     | 1          | Rome-Jayden Owusu-Oduro |              |              |
| Defensa        | 3          | Wouter Goes             |              |              |
| Defensa        | 4          | Maxim Dekker            |              |              |
| Defensa        | 8          | Lewis Schouten          |              |              |
| Centrocampista | 6          | Nick Twisk              | 18'          |              |
| Centrocampista | 12         | Enoch Mastoras          | 62'          |              |
| Centrocampista | 14         | Finn Stam               |              |              |
| Centrocampista | 10         | Dave Kwakman            |              |              |
| Delantero      | 7          | Jayden Addai            | 84'          |              |
| Delantero      | 9          | Mexx Meerdink           |              |              |
| Delantero      | 11         | Ernest Poku             |              |              |
| Entrenador     | Entrenador | Jan Sierksma            | Jan Sierksma | Jan Sierksma |

| Guardameta     | 12 | Lucas Torlaschi  |     |  |
| Defensa        | 13 | Thomas Arrieta   |     |  |
| Defensa        | 14 | Mateo Mendía     |     |  |
| Defensa        | 15 | Iván Vaquero     |     |  |
| Centrocampista | 7  | Fabio Sosa       |     |  |
| Centrocampista | 10 | Lucas Vázquez    | 80' |  |
| Centrocampista | 16 | Román Rodríguez  | 73' |  |
| Centrocampista | 18 | Yael Ramallo     | 68' |  |
| Centrocampista | 22 | Tomás Bustos     |     |  |
| Delantero      | 9  | Bruno Cabral     |     |  |
| Delantero      | 21 | Valentino Simoni | 73' |  |

| Guardameta     | 33 | Arouna Kabba      |         |  |
| Guardameta     | 22 | Tristan Kuijsten  |         |  |
| Defensa        | 2  | Jurre van Aken    | 62'     |  |
| Defensa        | 15 | Jeremiah Esajas   |         |  |
| Defensa        | 16 | Loek Postma       | 18' 46' |  |
| Defensa        | 5  | Sem Dekkers       |         |  |
| Centrocampista | 18 | Tom Kerssens      |         |  |
| Centrocampista | 25 | Job Kalisvaart    |         |  |
| Centrocampista | 24 | Kees Smit         | 46'     |  |
| Delantero      | 19 | Nick Koster       | 84'     |  |
| Delantero      | 26 | Damienus Reverson |         |  |

| Anotado | 58' | Enoch Mastoras (a. g.) | 1−1 |

| Anotado | 42' | Dave Kwakman | 0−1 |

| Nahuel Génez        | Acierto de penal | 1:0 |                          |              |
|                     |                  | 1:1 | Acierto de penal         | Wouter Goes  |
| Lautaro Di Lollo    | Acierto de penal | 2:1 |                          |              |
|                     |                  | 2:1 | Fallo de penal (atajado) | Maxim Dekker |
| Natan Acosta        | Acierto de penal | 3:1 |                          |              |
|                     |                  | 3:1 | Fallo de penal (atajado) | Kees Smit    |
| Valentín Fascendini | Acierto de penal | 4:1 |                          |              |

| Amonestado | 76' | Román Rodríguez  |
| Amonestado | 82' | Santiago Gauna   |
| Amonestado | 87' | Lautaro Di Lollo |
| Amonestado | 89' | Natan Acosta     |

| Amonestado | 26'   | Loek Postma |
| Amonestado | 86'   | Finn Stam   |
| Amonestado | 87'   | Wouter Goes |
| Amonestado | 90+1' | Kees Smit   |

| Árbitro             | Gery Vargas       |
| Árbitros asistentes | José Antelo       |
| Árbitros asistentes | Edwar Saavedra    |
| Cuarto árbitro      | Ivo Méndez        |
| VAR                 | Ángelo Hermosilla |
| Adicionales VAR     | Alejandro Molina  |

|                                  |
|                                  |
| Campeón Boca Juniors 1.er título |